# Лаїшеве
Лаїшеве (тат. Лаеш) — місто (з 9 вересня 2004 р.) у Республіці Татарстан Росії . Адміністративний центр Лаїшевського району.

## Географія
Місто розташоване на березі річки Кама, на 16 км південніше федеральної автодороги Казань-Оренбург. Від столиці Татарстану, за 55 км від Казані і за 70 км від Чистополя.